# サウジアラビアにおける死刑
サウジアラビアにおける死刑（サウジアラビアにおけるしけい）ではサウジアラビアにおける死刑について解説する。
現在において最も厳しい死刑制度を維持している国である。

## 概要
サウジアラビアは厳重な報道管制を敷いており、内政に関しサウジアラビア国外によるマスメディアの取材を一切許さない。このため、詳細については不明な部分が多い。正確な死刑囚の人数は非公開であり、アムネスティ・インターナショナルなどの国外の組織が公開処刑の情報などから推測しているだけである。現代において死刑になる罪状が最も多い国である。
サウジアラビアは児童の権利条約に加盟しており、同条約で18歳未満への死刑の適用は禁止されるはずだが、国内法では死刑を適用できる年齢の下限はなく、未成年者に死刑が執行された事例も多い。その後、2020年4月26日にムハンマド・ビン・サルマン皇太子のサウジアラビアの現代化を推進の一環としてテロ取締法違反を除き、犯行時18歳未満の者に対する死刑の適用をやめ、最高10年の刑に置き換える計画をサウジアラビア当局によって発表された。そのため、アラブの春の反政府デモに参加した少数派のイスラム教シーア派の少なくとも6人が死刑免除される見通しとなった。
サウジアラビアでは、そもそも戸籍に生年月日を記録する制度がなく、現在でも自分の生年月日や正確な年齢を知らないまま育つ人が多い。このため、容疑者の年齢についての扱いはいい加減で、「就労している人間を無条件に成人」とみなしたり、または見た目だけで年齢を判断したりしている。
また、外国人労働者については男性では20歳以上、女性は22歳以上でなければ国内での就労を認めていないため、未成年の出稼ぎ労働者は年齢を詐称している。
リザナ・ナシカの事件のように年齢詐称が問題になった事例もあるが、パスポートやビザなどの公文書で「成人とみなす生年月日」が記載されていれば、（たとえ当人の詐称でも）一律に成人扱いされている。このような事情から、公式の立場（建前）として「18歳未満へ死刑を適用していない」ことになっている。
死刑囚の大半は外国人労働者であるともいわれており、死刑囚の出身国との間で外交問題に発展することは日常茶飯事であるが、サウジアラビア側は多くの場合に死刑を執行している。サウジアラビア国外で騒ぎが大きくなったときは、一度死刑の執行を停止し、その後、ほとぼりが冷めたころに死刑を執行する方法も行われている。
更に、少数派のシーア派弾圧の為に死刑が利用されていることが指摘されている。
また、名誉殺人は罰せられないため、私刑による死刑が横行しているともいわれている。「神に対する冒涜を行った異教徒を殺すことは名誉殺人である」との判例が出ており、テロリスト輸出国になってしまった原因だと指摘する意見もある。
サウジアラビアでの死刑に対して、諸外国からは人権侵害であると非難され、テロ取締法違反を除き犯行時18歳未満の者に対する死刑の適用を止めているものの、運用を改める動きはない。
2020年に関しては、前年の184人から27人と8割半近く減少し、死刑執行の多さでは、世界5位(2020年：21人)となった。この理由に関してサウジアラビア政府側の説明では、薬物関連の犯罪での死刑執行が一時停止された影響によるものとされているが、2019年コロナウイルス感染症流行による社会的混乱と、G20サミットの自国開催に伴う国際的批判を避けるために、開催期間中は死刑執行しなかったことが原因と見られている。
その後、増加していき、2024年は少なく推定して345人と世界で第3位となり、1993年以降で最も多く執行された年でもあった。罪状による内訳は、2023年（172人）において最も多いのが殺人のみの105人、次いでテロ関連の犯罪が25人、殺人を伴う薬物関連の犯罪が10人であり、全執行者の約87%がこの3つの犯罪により執行された。なお、死刑にする犯罪は意図的な殺人を伴う「最も重大な犯罪」に当たらない罪で執行された者は、殺人既遂とテロ関連の犯罪で執行された者を除いた場合、17人であった。
そして全体の約22%（38人）がサウジアラビア以外の国籍者であった。そしてイスラーム刑法でみた場合、68人がキサース（被害者と同等の苦痛を受ける報復刑）、52人がタージール（裁判官の裁量で決まる刑罰）、50人がハッド刑（特定の罪に関してイスラーム刑法で定められた刑罰）、残る 2 人は種類が不明であった。
2015年以降は前述の2020年と2021年を除いて100人以上執行されている。
サウジアラビアの王族でも例外はなく、実際にファイサル・ビン・ムサーイド王子が叔父のファイサル・ビン・アブドゥルアズィーズ・アール・サウード国王を射殺し、大逆罪で処刑された事例がある。

## 死刑が適用される犯罪
サウジアラビアでは、中国の死刑と同様、人命を奪わない犯罪に対しても死刑が適用される場合が多い。
- 殺人
  - サウジアラビアにはディーヤと呼ばれる制度があり、被害者の法定相続人が加害者を免責した場合は減刑される。これは金銭によって示談が成立した場合にも適用される。
  - 名誉殺人の場合は罪に問われない。
- 麻薬の密売
- 同性愛
  - 建前上では重罪としているが、実運用においては罰金刑や鞭打ち刑が科されるだけで処刑されることは稀である。
  - サウジにおける同性愛についてはen:LGBT rights in Saudi Arabiaを参照
- 不倫と婚前性交渉（ズィナーの罪）
  - ただし、通常、男性は「女が誘惑した」などと言い逃れをし、司法も多くの場合それを認めるので、実際には、男性は死刑にならず、女性のみが死刑になることも少なくない。
- 強姦
  - ただし、相手の女性が異教徒であれば、刑罰は減免される。また、婚外セックス（ズィナー）同様、『女が誘惑した』と言い逃れをすることで、死刑を逃れる事例が少なくない。また、女性が証人の用意ができず、逆に、偽証罪で罰せられることもある。また、夫婦の間での性交渉は合法とされている。
- 飲酒
  - 飲酒による死刑執行例は稀であるが、ほとんどの場合は鞭打ちの刑に科せられる。飲酒以外のアルコールも同様の見方。

- 売春
- 国王に対する冒涜
- イスラム教（特にワッハーブ派）に対する冒涜
  - 神や預言者（ムハンマド）を冒涜するような言論、出版物の作成、所持
  - 他の宗教を信仰すること（1993年の基本統治法施行以降は緩和された）
  - ワッハーブ派の信者を他の宗派や宗教へ勧誘する行為
  - 魔術を使うこと
  - 偶像崇拝と見なされる収集物の購入

## サウジアラビアでの判例
- 1980年1月9日 - アル＝ハラム・モスク占拠事件の首謀者であるジュハイマーン・アル＝ウタイビー(en:Juhayman al-Otaibi)と67人の仲間が同日中に4ヶ所の処刑場で公開処刑された。
- 1992年 - イスラム教シーア派の信者であったサディク・アブド・アルカリム・マル・アラーはシーア派の経典をサウジアラビアに密輸し、改宗を拒否したために死刑を宣告され、1992年9月3日にアルカティーフで公開処刑された。
- 1997年5月 - 強盗傷害罪でフィリピン人のルエル・ジャンダとアーネル・ベルトランの2名が斬首刑になる[11]。
- 1999年 - 妹を他の宗教に改宗させようとした外国人と妹を射殺した男性が名誉殺人として無罪となった。
- 2002年 - 姦通罪で裁かれた外国人労働者は、強姦であったと訴えたが採用されず、死刑とされた。一方、加害者には鞭打ち刑の判決が出された。
- 2005年5月 - 魔術を使用したとされる霊媒師の女性が死刑となった。
- 2008年6月 - 2005年5月、スリランカ人のメイド、リザナ・ナシカ（事件当時実際は17歳だったが、22歳と詐称[12]）が赤ん坊にミルクを与えた際に気管に詰まらせる事件が発生。ナシカは救命措置を取ったが赤ん坊は死亡した。この事件は過失致死ではなく殺人とされたことや、ナシカの年齢が「22歳」であったとみなされ、死刑判決が下りることとなった。いったん死刑の執行は停止されたが、2013年1月9日に斬首刑が執行されたと発表した[13][14]。
- 2011年6月18日 - 2010年1月、インドネシアへの帰省を雇用主に求め、認められないばかりか暴行をされ反撃し殺害したインドネシア人家政婦が2011年6月18日に斬首刑により執行された。この事件により、後述するように、インドネシア政府は自国民がサウジアラビアへ出稼ぎに行くことをサウジアラビア政府がインドネシア人労働者の人権保護に関する覚書に署名する日まで禁止する措置を8月1日から実施することを決めている[14]。
- 2011年12月12日 -　 アミナ・ビントゥ・アブドゥルハリム・ナサル（サウジアラビア出身の死刑執行当時は60代女性）は、魔術を用いて病気を治すことができると称し、お金を騙し取った容疑で2009年4月に逮捕され、2011年12月12日にジャウフ州で斬首刑により執行された[15][16]。
- 2016年1月2日 - 爆弾などの攻撃による関与した過激派が死刑を執行された。シーア派指導者ニムル・バキル・アル・ニムルを含み、47人であった[17]。イラン政府から強く非難され、サウジアラビア大使館も放火される事件も起きた。
- 2019年4月23日 - レバノン・ベイルート（ＣＮＮ）テロ関連の罪で37人の死刑が一斉に執行される。この内の1人は執行後、遺体を磔にされた。そして、執行された者の内、11人がイランでのスパイ行為であった。また、捜査段階で拷問が行われていると指摘されている[18][17]。
- 2022年3月12日 - 過激派勢力やアルカイダなどの関連の罪で、81人に死刑を言い渡された。イエメン人7人とシリア人が1人が含まれていた[19]。

## 執行方法

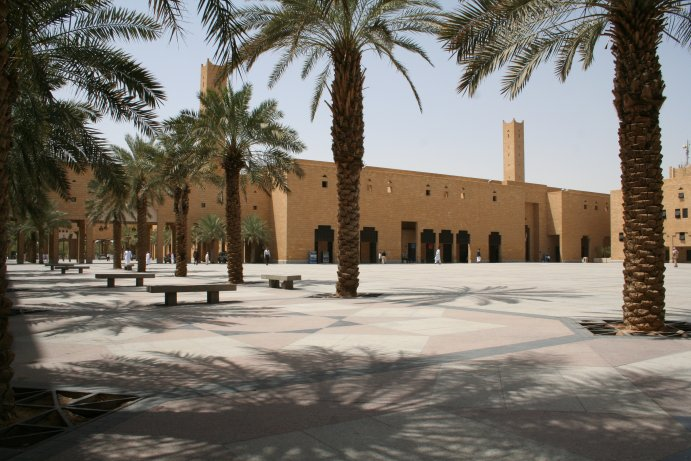
リヤドにある公開処刑が行われる広場

公開処刑と非公開処刑が行われており、非公開の死刑数を知る手段がないため、統計に表れているのは公開処刑された人数のみといわれている。公開処刑されるのは主に「不道徳な行為を行った者」とされているが、「不道徳な行為」の基準についてははっきりしていない。
死刑執行はモスクの近くにある、「首切り広場」と呼ばれる白いタイルが敷き詰められた場所で金曜日の礼拝の後で執行される。殺人など被害者遺族がいる場合には遺族が処刑場へ呼ばれる。
イスラム法の制度ディーヤに基づき、最後の最後まで死刑囚を許すかどうか死刑執行人が遺族に問い続け、このとき遺族が許せば場合は減刑され、死刑執行が中止される。
サウジアラビアにおいて死刑執行人が神聖な職業であると考えられる理由には最後の減刑特権を有する存在であることも大きく、実際に公開処刑が中止され、減刑された事例も多い。
- 斬首刑
- 絞首刑
- 銃殺刑
- 石打ち

## インドネシア人家政婦死刑執行問題
前述のように、外国人労働者に対する死刑判決が多く出されている。そのうちインドネシアについては、80万人を超すインドネシア人女性労働者がサウジアラビアで働いているが、2012年6月時点で、32名のインドネシア人家政婦が死刑判決を受けている。
また、彼女らに対する性的虐待や賃金不払いなどの問題も生じている。なおインドネシア自体は、サウジアラビアと同様にイスラム教徒が多数を占めるうえに死刑存置国である。
2010年1月に、メッカで働いていた家政婦が、インドネシアへの帰省の許可を雇用主に求めたが、認めないばかりか暴行されたため、反撃し刺殺した事件では、5月にサウジアラビア当局が家政婦に対し死刑判決を言い渡し、2011年6月18日に斬首刑が執行されたが、インドネシアの家族には執行後に通知したことから、インドネシア国内では反サウジアラビア感情が生じ抗議デモが発生した。
この死刑執行に対し、ユドヨノ大統領はサウジアラビア当局が事前通告なしに斬首刑が執行したことは「国際関係上の規範と礼儀を破った」とし「厳重に抗議する」と国民向けのテレビ演説で発言した。また同国内で死刑が確定している26人のインドネシア人労働者について、事件や裁判の経緯などを調べる「タスクフォース」を新設する方針を明らかにしているうえ、サウジアラビア政府がインドネシア人労働者の人権保護に関する覚書に署名するまで、労働者派遣を一時中止する措置を2011年8月1日より始めることを発表している。
なお、2007年12月にイエメン人の雇用主から性的暴行を受けそうになり殺害した別のインドネシア家政婦の死刑囚の場合、雇用主の遺族が2011年7月までに200万リヤル（約4300万円）の賠償金（ディーヤ）で減刑に応じるとしていることから、インドネシア外務省が支払いに向けた手続きに入っていった。
しかしその後も、2010年に雇用主から数カ月に渡り性的暴行を受け殺害したインドネシア人家政婦トゥティ・トゥルシラワティが、2011年に死刑判決を言い渡された後、2018年10月29日に死刑執行されている。